# 安曇野市役所
安曇野市役所（あづみのしやくしょ）は、日本の地方公共団体である安曇野市の執行機関としての事務を行う施設（役所）である。

## 概要
2005年10月1日の新市発足後、旧5町村の旧庁舎や長野県安曇野庁舎等による分庁方式・総合支所方式を採用していたが、2015年5月7日に現在地に本庁舎が開庁したことにより、行政機能が集約された。また穂高庁舎の敷地には長野地方気象台のアメダス観測所が設置されている。

## 所在地
- 〒399-8281 長野県安曇野市豊科6000番地

## 業務時間
- 月曜日から金曜日の8時30分から17時30分（土曜日・日曜日・祝日・年末年始を除く）
  - 平日は毎月第1・第3火曜日 午後5時15分から8時まで延長
  - 休日は毎月第4日曜日 午前8時30分から正午まで開庁

ただし延長、休日窓口は1階の一部窓口のみ

## 市庁舎
| 階  | 概要 |
| --- | --- |
| 4F  | 情報統計課、会議室（401-404）、記者会見場、大会議室、パノラマラウンジ、展望デッキ |
| 3F  | 観光交流促進課、商工労政課、財政課、財産管理課、生涯学習課、文化課、学校教育課、議会事務局、議場、会議室（301-304）、共同会議室（305-307） |
| 2F  | 経営管理課、上水道課、下水道課、地域づくり課、環境課、廃棄物対策課、契約検査課、人権男女共同参画課、総務課、職員課、政策経営課、監理課、建設課、都市計画課、建築住宅課、耕地林務課、農政課、秘書広報課、危機管理課、災害対策本部室、農業委員会事務局、会議室（201-207） |
| 1F  | 総合案内、市民課、国民年金課、 介護保険課、健康推進課、長寿社会課、福祉課、会計課、子ども支援課、税務課、収納課、会議室（101） |
| B1F | 地下駐車場 |

## 財政規模
- 当初予算規模（2022年度）
  - 一般会計 427.6億円
  - 特別会計 211.8億円
（総計：約638.5億円）
- 財政力指数 0.51 （2022年度）
- 経常収支比率 86.8% （2022年度）
- 実質公債費比率 8.1% （2022年度）
- ラスパイレス指数 97.5% （2022年度）

## 組織
- 市長
  - 副市長
    - 総務部
    - 政策部
    - 財政部
    - 市民生活部
    - 福祉部
    - 保健医療部
    - 農林部
    - 商工観光部
    - 都市建設部
    - 上下水道部

  - 会計
  - 教育委員会
    - 教育部

  - 監査委員事務局
  - 選挙管理委員会事務局
  - 農業委員会事務局
  - 公平委員会事務局
  - 固定資産評価審査委員会事務局
- 市議会
  - 議会事務局

## 支所

### 所在地
穂高支所（旧穂高町役場）穂高6658番地
堀金支所（旧堀金村役場）堀金烏川2750番地1
三郷支所（旧三郷村役場）三郷明盛4810番地1
明科支所（旧明科町役場）明科中川手6824番地1

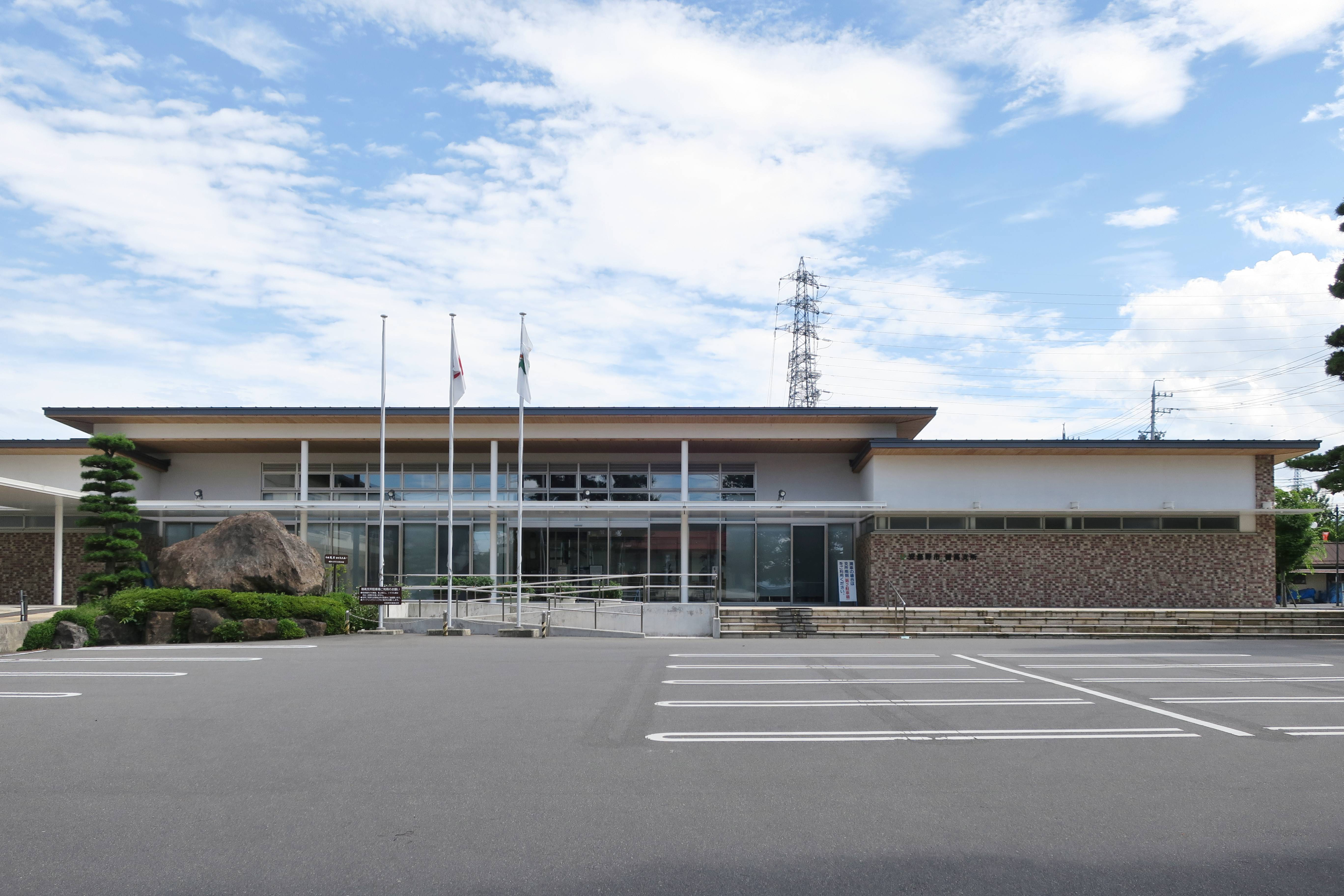
穂高支所
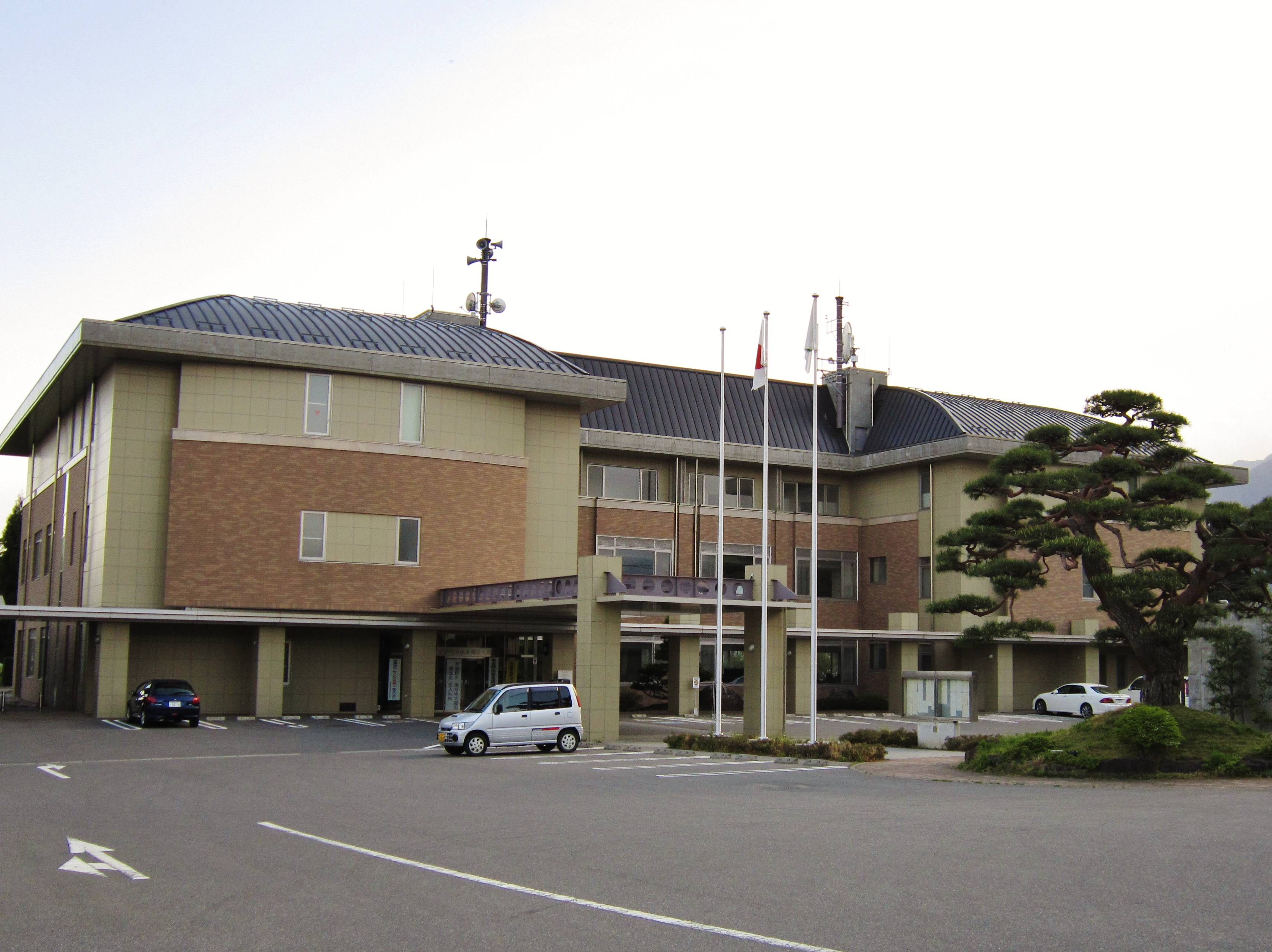
堀金支所
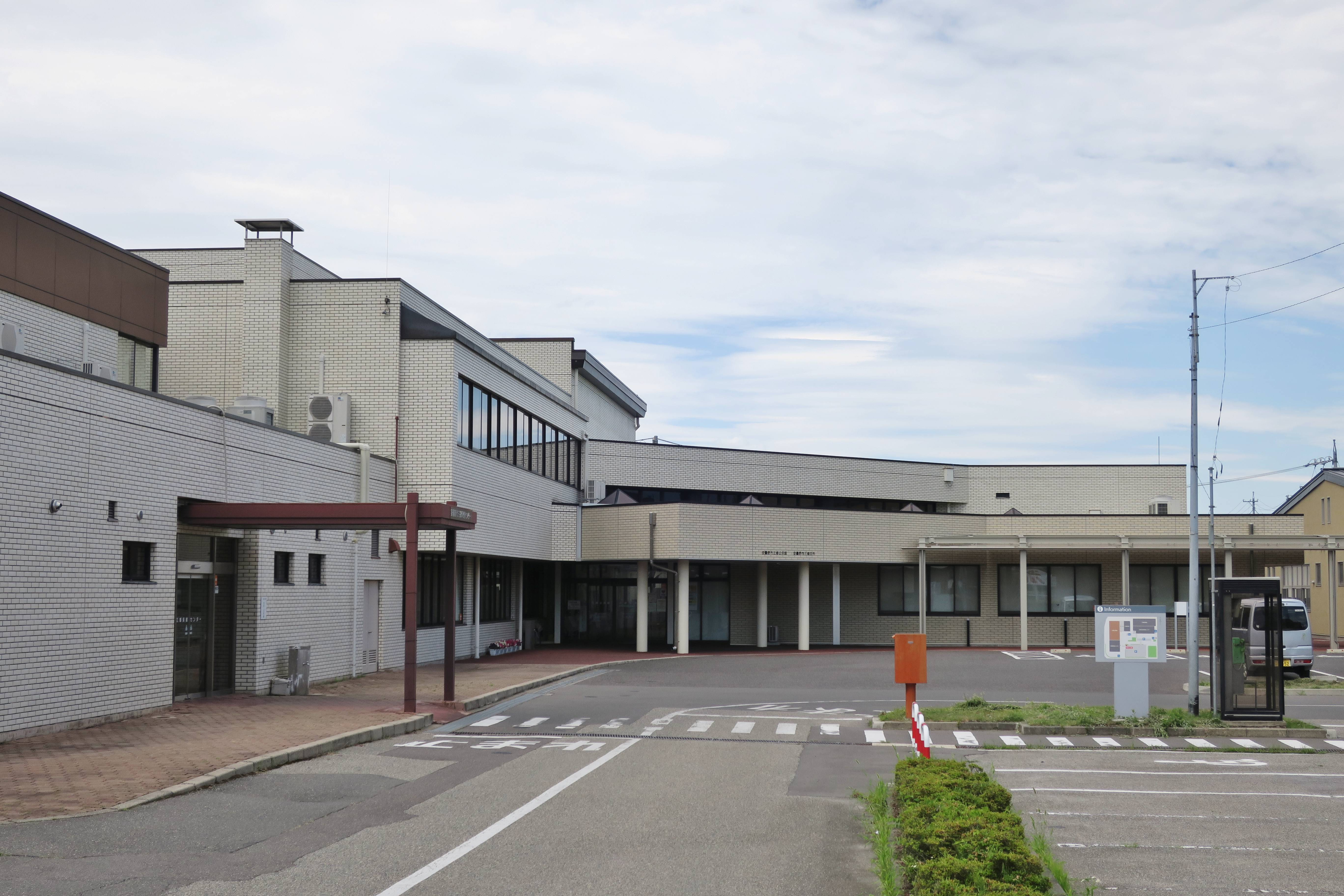
三郷支所
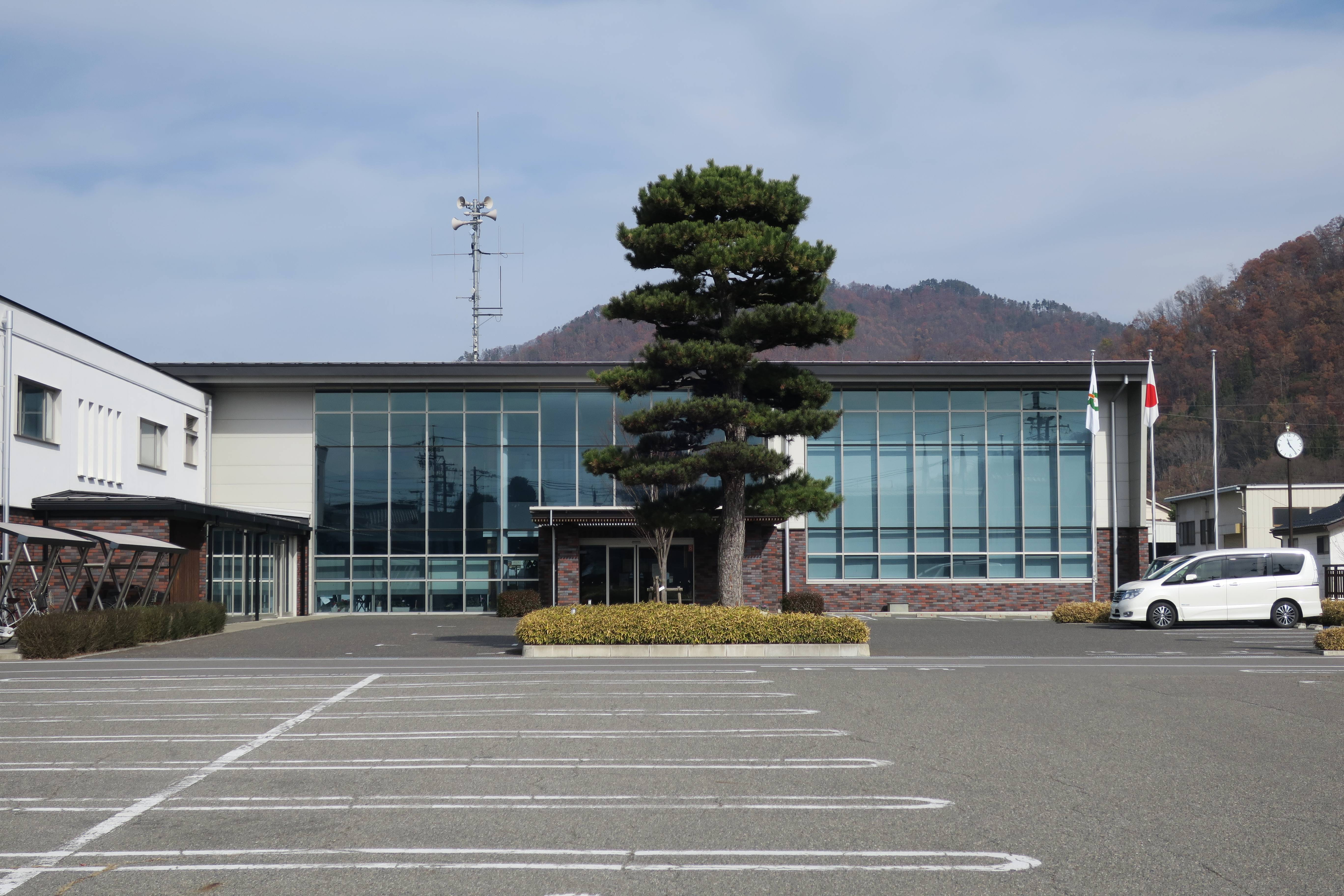
明科支所
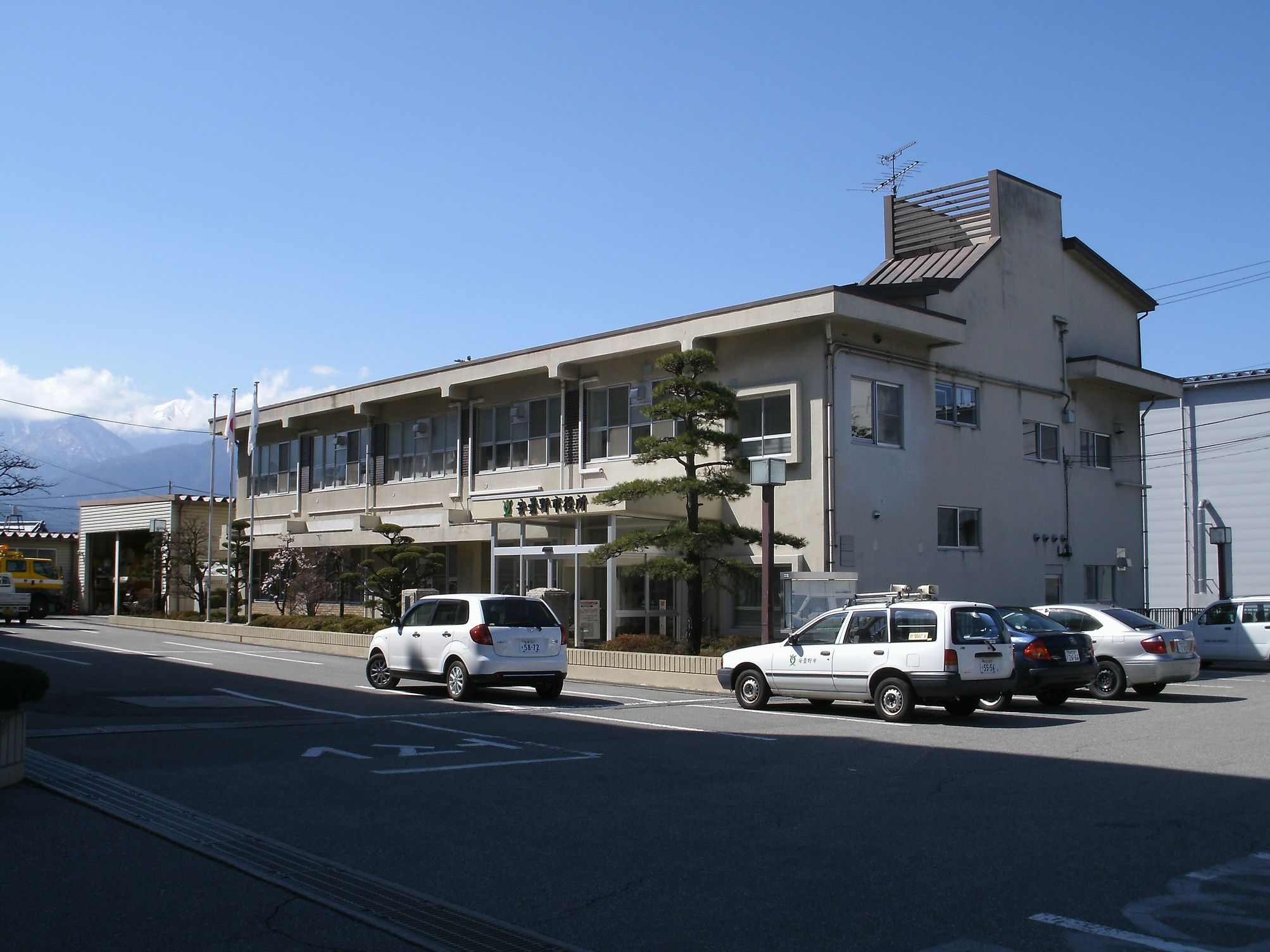
安曇野市発足後、暫定の本庁舎として用いられた南安曇自治会館
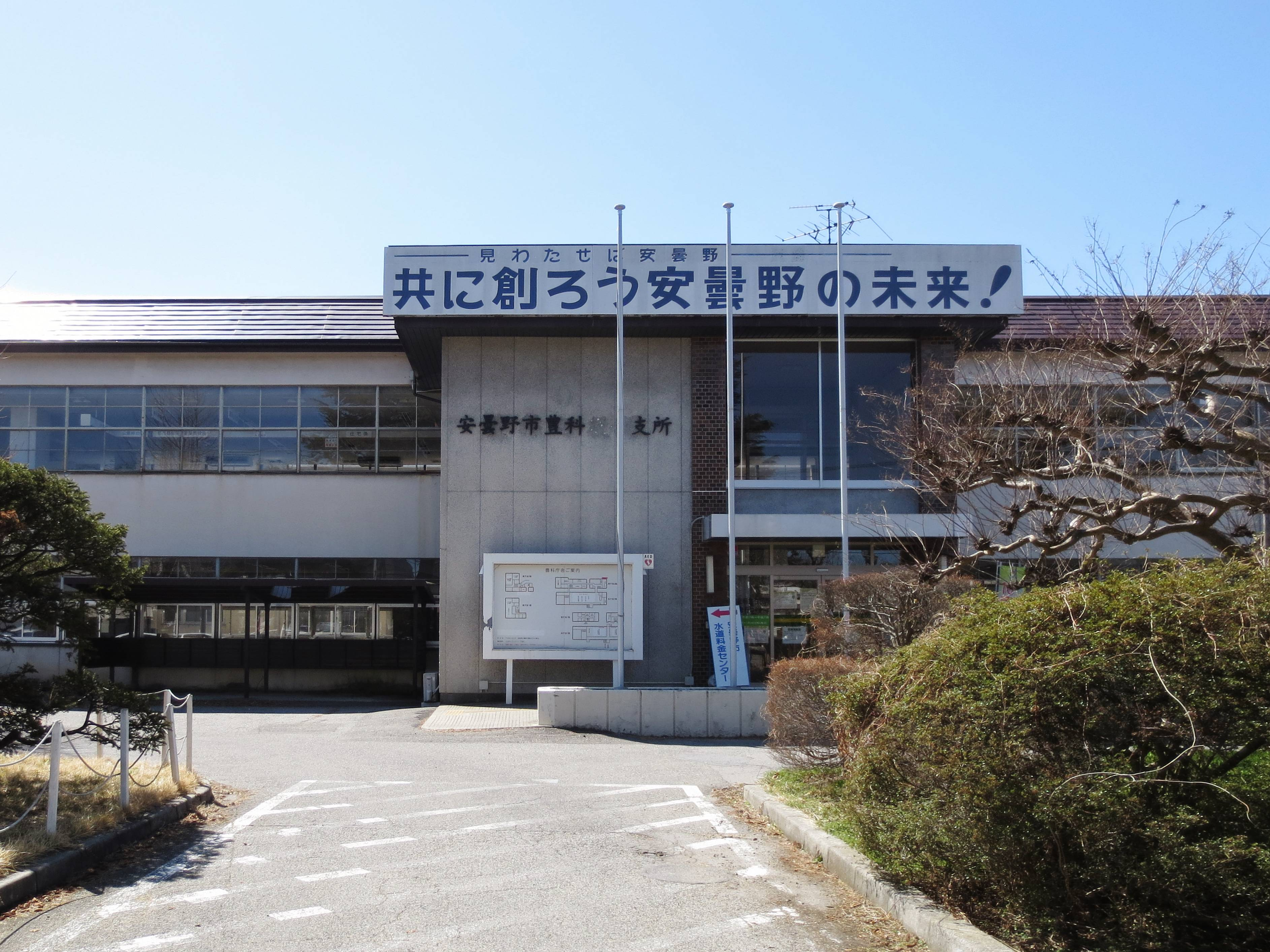
豊科支所として用いられた建物（2016年撮影）
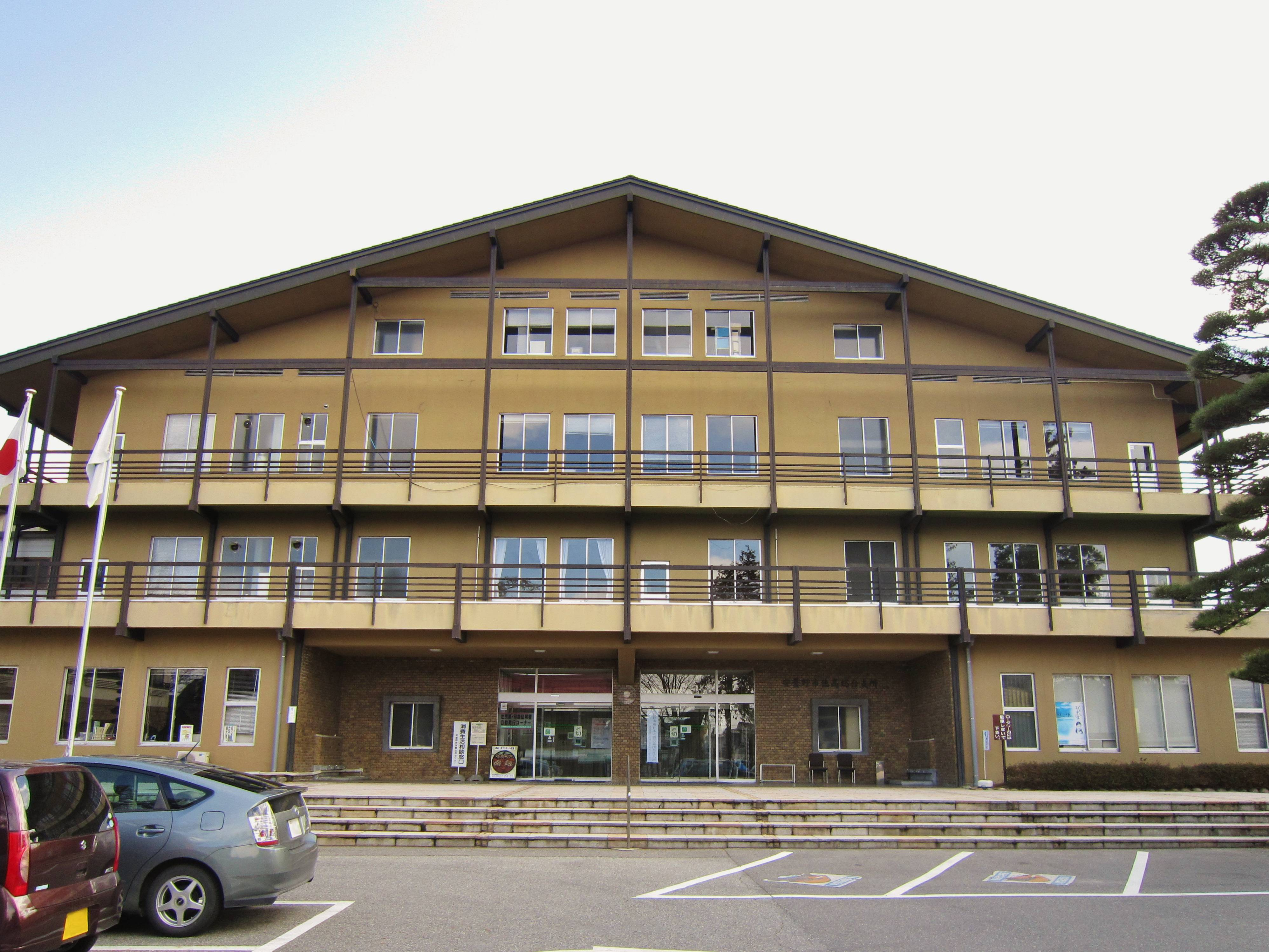
穂高支所（建替前、2012年撮影）
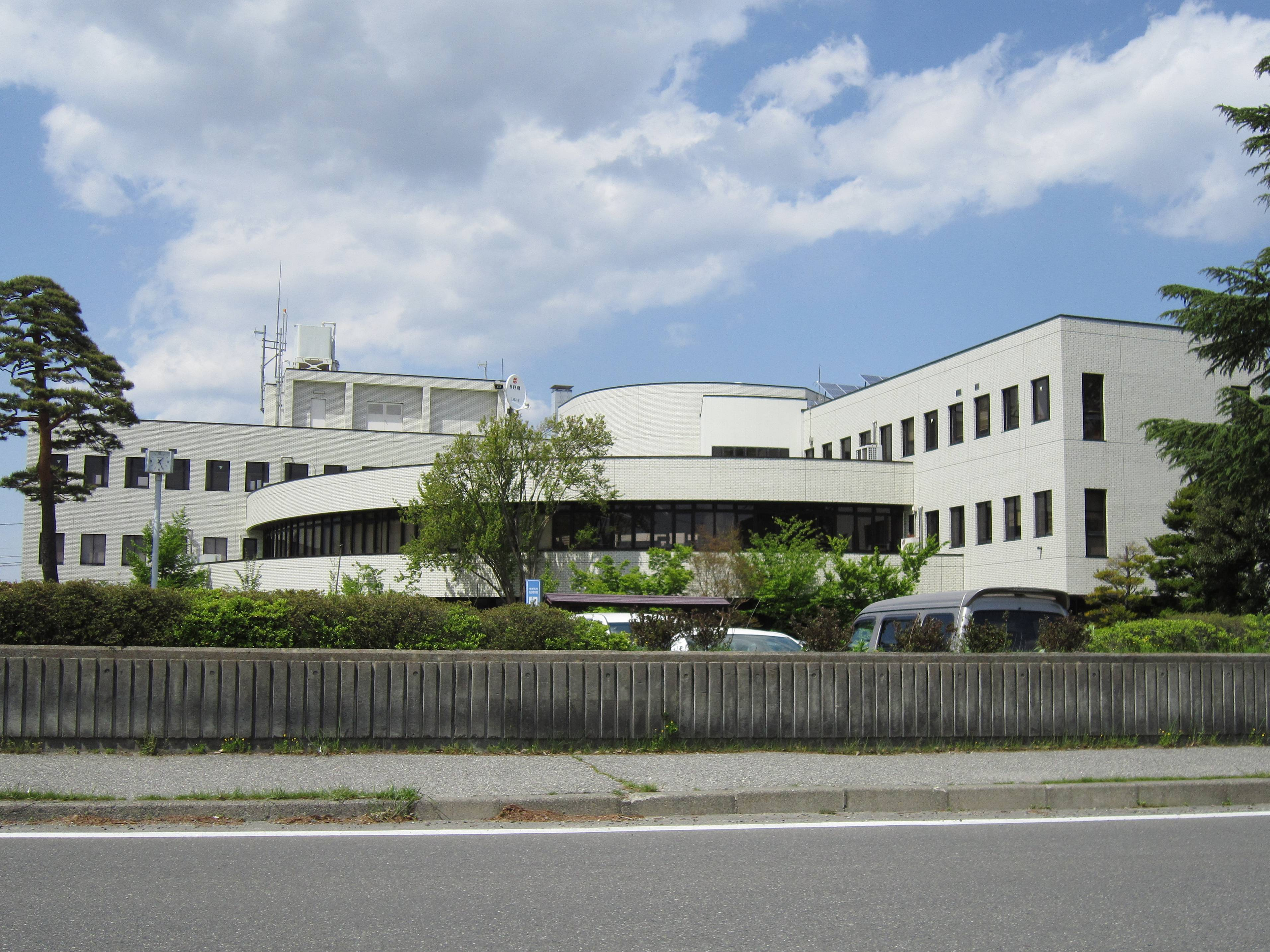
三郷支所（建替前、2011年撮影）